# The Naked Truth
The Naked Truth é o quarto álbum de estúdio da rapper norte-americana Lil' Kim, lançado em 27 de setembro de 2005, através da Queen Bee Entertainment e Atlantic Records. O álbum foi lançado na mesma semana em que ela começou sua sentença de prisão de um ano por perjúrio e foi seu último álbum de estúdio lançado pela Atlantic Records antes de decidir sair da gravadora em 2008. Dois singles oficiais foram lançados do álbum: "Lighters Up", lançado em setembro de 2005, e "Whoa" em fevereiro de 2006. The Naked Truth continua sendo o único álbum de uma rapper feminina a receber cinco estrelas pelo The Source. O álbum vendeu mais de 400.000 cópias nos Estados Unidos.

## Singles
O carro-chefe do álbum foi "Lighters Up". Lançada em 13 de setembro de 2005, a canção obteve sucesso moderado, alcançando a 31ª posição da Billboard Hot 100. O segundo e último single, "Whoa", foi lançado em 7 de fevereiro de 2006 e conquistou menos sucesso que o anterior, não chegando a entrar na Hot 100. Entretanto, atingiu a 43ª colocação na parada de singles do Reino Unido.

### Singlespromocionais
O primeiro single promocional do álbum foi "Shut Up Bitch", que, ao ser enviada para as rádios, teve seu título censurado para "Shut Up". Lançada nas rádios estadunidenses em 12 de julho de 2005, a canção atingiu o número 73 na tabela Hot R&B/Hip-Hop Songs da Billboard. O segundo single promocional, "Spell Check", foi enviada às rádios norte-americanas em dezembro de 2005, junto de "Whoa".

## Recepção da crítica
O álbum recebeu avaliações geralmente positivas, recebendo cinco estrelas do The Source (tornando-se a primeira e única rapper feminina a conquistar o feito), Vibe Magazine e The Village Voice, e avaliações menos favoráveis pelo The New York Times e AllMusic. Blender deu ao álbum quatro estrelas, chamando-o de seu "trabalho mais forte desde sua estreia repleta de feromônios em 1996". Embora o álbum tenha recebido várias classificações de cinco estrelas, o jornalista da Pitchfork, Jess Harvell, que deu ao álbum uma classificação positiva de 7.8, afirmou: "The Naked Truth pode ser melhor do que 80% dos outros álbuns de rap lançados em 2005, mas isso não não torná-lo outro Ready to Die".

## Desempenho comercial
The Naked Truth estreou na sexta posição da Billboard 200 e na terceira posição da Top R&B/Hip-Hop Albums, vendendo 109.000 cópias em sua primeira semana. O álbum vendeu 394.000 cópias nos Estados Unidos e mais de 500.000 cópias mundialmente.

## Lista de faixas
| N.º            | Título                                               | Compositor(es) | Produtor(es)         | Duração |  |
| 1.             | "Intro"                                              | Dan Humiston | Dan The Man Big Hill | 0:39    |  |
| 2.             | "Spell Check"                                        | Kimberly Jones Andy Thelusma Bernard Edwards Nile Rodgers Christopher Wallace Mason Betha Sean Combs Steven Jordan | Red Spyda            | 3:39    |  |
| 3.             | "Lighters Up"                                        | Jones Scott Storch Victor Carraway                                                                                 | Scott Storch         | 4:23    |  |
| 4.             | "Shut Up Bitch Intro"                                | |                      | 0:56    |  |
| 5.             | "Shut Up Bitch"                                      | Jones Michael "Mr. Williams" Williams Roger Greene                                                                 | Williams Mista Raja  | 4:19    |  |
| 6.             | "Whoa"                                               | Jones J. R. Rotem                                                                                                  | Rotem                | 4:08    |  |
| 7.             | "Slippin'"                                           | Jones Denaun Porter                                                                                                | Mr. Porter           | 4:16    |  |
| 8.             | "Answering Machine Skit 1"                           | |                      | 2:27    |  |
| 9.             | "All Good"                                           | Jones Wallace Darrin Lockings James Mtume Jean-Claude Olivier Combs                                                | Jeekyman             | 4:31    |  |
| 10.            | "I Know You See Me" (com part. de Tiny)              | Jones Kevin "Khao" Cates Tony Hester                                                                               | Cates                | 3:53    |  |
| 11.            | "W.P.I.M.P. Skit"                                    | | Dan The Man          | 0:30    |  |
| 12.            | "Quiet" (com part. de The Game)                      | Jones Williams Greene                                                                                              | Williams Mista Raja  | 4:02    |  |
| 13.            | "Durty"                                              | Jones Keith Johnson Martha Velez Millie Jackson Randy Klein Terrance "Hot Runner" Lovelace                         | Lovelace             | 4:10    |  |
| 14.            | "Answering Machine Skit 2"                           | |                      | 2:23    |  |
| 15.            | "We Don't Give a Fuck" (com part. de Bun B e Twista) | Jones Bernard Freeman Carl Mitchell Lockings Lovelace                                                              | Lovelace             | 4:22    |  |
| 16.            | "Gimme That" (com part. de Maino)                    | Jones Lockings Lovelace Jermaine Coleman                                                                           | Jeekyman             | 4:27    |  |
| 17.            | "Kitty Box"                                          | Jones Marcus Vest C. Maurice Robbie van Leeuwen                                                                    | Channel 7            | 3:49    |  |
| 18.            | "Kronik" (com part. de Snoop Dogg e Jack Knight)     | Jones Fredwreck Nassar                                                                                             | Fredwreck            | 4:32    |  |
| 19.            | "Winners and Losers Skit"                            | |                      | 0:57    |  |
| 20.            | "Get Yours" (com part. de T.I. e Sha-Dash)           | Jones Clifford Harris Cates V. Carraway                                                                            | Cates                | 4:09    |  |
| 21.            | "Last Day"                                           | Jones Rotem | J.R. Rotem           | 4:29    |  |
| 22.            | "Last Day Skit"                                      | |                      | 5:30    |  |
| Duração total: | Duração total:                                       | Duração total: | Duração total:       | 76:31   |  |

Créditos de samples
- "Spell Check" contém interpolações de "Mo Money Mo Problems" de The Notorious B.I.G.
- "All Good" contém samples de "Juicy" de The Notorious B.I.G.
- "I Know You See Me" contém samples de "Whatcha See Is Whatcha Get" de The Dramatics.
- "Durty" contém samples de "Wild Bird" de Martha Veléz e elementos de "Phunk U Symphony" de Millie Jackson.
- "Kitty Box" contém elementos de "Love Buzz" de Shocking Blue.

## Tabelas musicais

### Tabelas semanais
| Tabela musical (2005)                               | Melhor posição |
| --------------------------------------------------- | -------------- |
| Estados Unidos (Billboard 200)                      | 6              |
| Estados Unidos - Top Rap Albums (Billboard)         | 2              |
| Estados Unidos - Top R&B/Hip-Hop Albums (Billboard) | 3              |
| Japão (Oricon)                                      | 46             |

### Tabelas de fim de ano
| Tabela musical (2003)                               | Melhor posição |
| --------------------------------------------------- | -------------- |
| Estados Unidos - Top R&B/Hip-Hop Albums (Billboard) | 66             |